# Ashlynn Brooke
Ashlynn Brooke (ur. 14 sierpnia 1985 w Choctaw) – amerykańska aktorka i reżyserka filmów pornograficznych, modelka.

## Życiorys

### Wczesne lata
Urodziła się i wychowywała w Choctaw w stanie Oklahoma. Jej rodzice byli rozwiedli się. Jej matka była uzależniona od narkotyków. W szkole podstawowej od trzeciej klasy Ashlynn przez dziewięć lat była cheerleaderką. Po ukończeniu szkoły średniej Ashlynn przez trzy i pół roku pracowała w sklepie z używanymi samochodami w pobliżu Oklahoma City.

### Kariera
Wkrótce po ukończeniu osiemnastu lat kupiła sobie samochód i pojechała do siedziby popularnego studia o branży pornograficznej „Naughty America”. Jej pierwszą przygodą w branży rozrywki dla dorosłych była sesja zdjęciowa w Oklahomie. Jej naga fotografia pojawiła się w znanym magazynie „Easy Rider Magazine” i „Gallery”. Po krótkim okresie spędzonym jako striptizerka, w 2006 roku w wieku 21 lat Ashlynn zaczęła występować w filmach hardcore. Jej pierwszy film powstał dla znanego w sieci portalu o tematyce pornograficznej – BangBros.
W lutym 2007 roku podpisała ekskluzywną umowę z najlepszą firmą New Sensations/Digital Sin. W sierpniu 2008 trafiła na okładkę „Penthouse”. Wystąpiła w teledysku zespołu Buckcherry „Too Drunk...” (2008).
Brooke została nominowana do kilka nagród AVN Award, w tym „Najlepsza nowa gwiazdka 2008 roku”, „Wykonawczyni 2009 i 2010 roku” oraz „Najlepsza aktorka 2011 roku”. Ponadto Ashlynn wygrała nagrody AVN dla najlepszej kontynuacji serialu, najlepszego interaktywnego DVD i najlepszej nowej serii w 2009. Ponadto wygrała F.A.M.E. Awards za ulubione piersi w 2008 roku.
W 2009 roku wyreżyserowała swój pierwszy film dla dorosłych.
W 2011 Brooke została uznana za jedną z 12 najpopularniejszych gwiazd porno w telewizji CNBC.
Pojawiła się w filmie Pirania 3D (2010) jako cheerleaderka.

## Życie prywatne
Związana była z aktorem Alfonso Ribeiro (2007). Poza planem filmowym spotykała się także z Breą Bennett (2007). 27 października 2013 wyszła za mąż za Travisa Rogersa, mają córkę (ur. 2010) i syna (ur. 10 września 2014).

## Nagrody i nominacje
| Rok  | Nagroda         | Kategoria                                        | Film                                    | Inni wykonawcy          | Rezultat  |
| ---- | --------------- | ------------------------------------------------ | --------------------------------------- | ----------------------- | --------- |
| 2007 | Adultcon        | Najlepsza aktorka w scenie samozadowolenia       | –                                       | –                       | Nominacja |
| 2007 | Adultcon        | Top 20 Pełnoletnich Aktorek                      | –                                       | –                       | Wygrana   |
| 2008 | AVN Award       | Najlepsza nowa gwiazdka                          | –                                       | –                       | Nominacja |
| 2008 | AVN Award       | Najlepsza złośnica                               | Ashlynn & Friends (2007)                | –                       | Nominacja |
| 2008 | AVN Award       | Najlepsza scena seksu w parze - wideo            | Addicted Forever (2007)                 | Mark Davis              | Nominacja |
| 2008 | VOD Award       | Najlepsza debiutantka                            | –                                       | –                       | Wygrana   |
| 2008 | XBIZ Award      | Najlepsza nowa gwiazdka                          | –                                       | –                       | Nominacja |
| 2008 | F.A.M.E. Awards | Ulubione piersi                                  | –                                       | –                       | Wygrana   |
| 2009 | AVN Award       | Najlepsza scena seksu w parze samych dziewczyn   | Addicted 4 (2008)                       | Jenna Haze              | Nominacja |
| 2009 | AVN Award       | Najlepsza scena seksu POV                        | Point Blank P.O.V. (2008)               | Tommy Gunn              | Nominacja |
| 2009 | AVN Award       | Wykonawczyni roku                                | –                                       | –                       | Nominacja |
| 2009 | AVN Award       | Najlepsza złośnica roku                          | My Plaything: Ashlynn Brooke (2008)     | –                       | Nominacja |
| 2009 | AVN Award       | Najlepsza aktorka drugoplanowa                   | Hearts & Minds 2: Modern Warfare (2008) | –                       | Nominacja |
| 2009 | Hot d’or        | Najlepsza aktorka amerykańska                    | Hearts & Minds 2: Modern Warfare (2008) | –                       | Nominacja |
| 2009 | XBIZ Award      | Wykonawczyni roku                                | –                                       | –                       | Nominacja |
| 2010 | AVN Award       | Najlepsza aktorka drugoplanowa                   | 30 Rock: A XXX Parody (2009)            | –                       | Nominacja |
| 2010 | AVN Award       | Najlepsza scena seksu w parze                    | Seinfeld: A XXX Parody (2009)           | Evan Stone              | Nominacja |
| 2010 | AVN Award       | Najlepsza scena seksu triolizmu samych dziewczyn | All About Ashlynn 2 (2008)              | Devon Lee i Faye Reagan | Nominacja |
| 2010 | AVN Award       | Wykonawczyni roku                                | –                                       | –                       | Nominacja |
| 2011 | AVN Award       | Najlepsza aktorka                                | WKRP in Cincinnati: A XXX Parody (2009) | –                       | Nominacja |